# 国際基督教大学
国際基督教大学（こくさいキリストきょうだいがく、英語: International Christian University）は、東京都三鷹市大沢三丁目10番2号に本部を置く日本の私立大学。1949年創立、1953年大学設置。大学の略称は「ICU（アイシーユー）」。
2025のTHE世界大学ランキング日本版で、私立大学の中で3年連続1位を獲得し、総合では11位にランクインした。学部では複数のメジャーからなるリベラル・アーツ・カレッジと同様の教育を行っており、1学部・1研究科の小規模な大学・大学院でありながら東京都内で屈指の規模を誇るキャンパスを有している。
約70％の講義が英語で行われる完全バイリンガル教育と平均15名以下の少人数制ゼミ、学生の60％以上が参加する海外交換留学プログラムを特徴とし、グローバル人材の育成を強力に推進している。

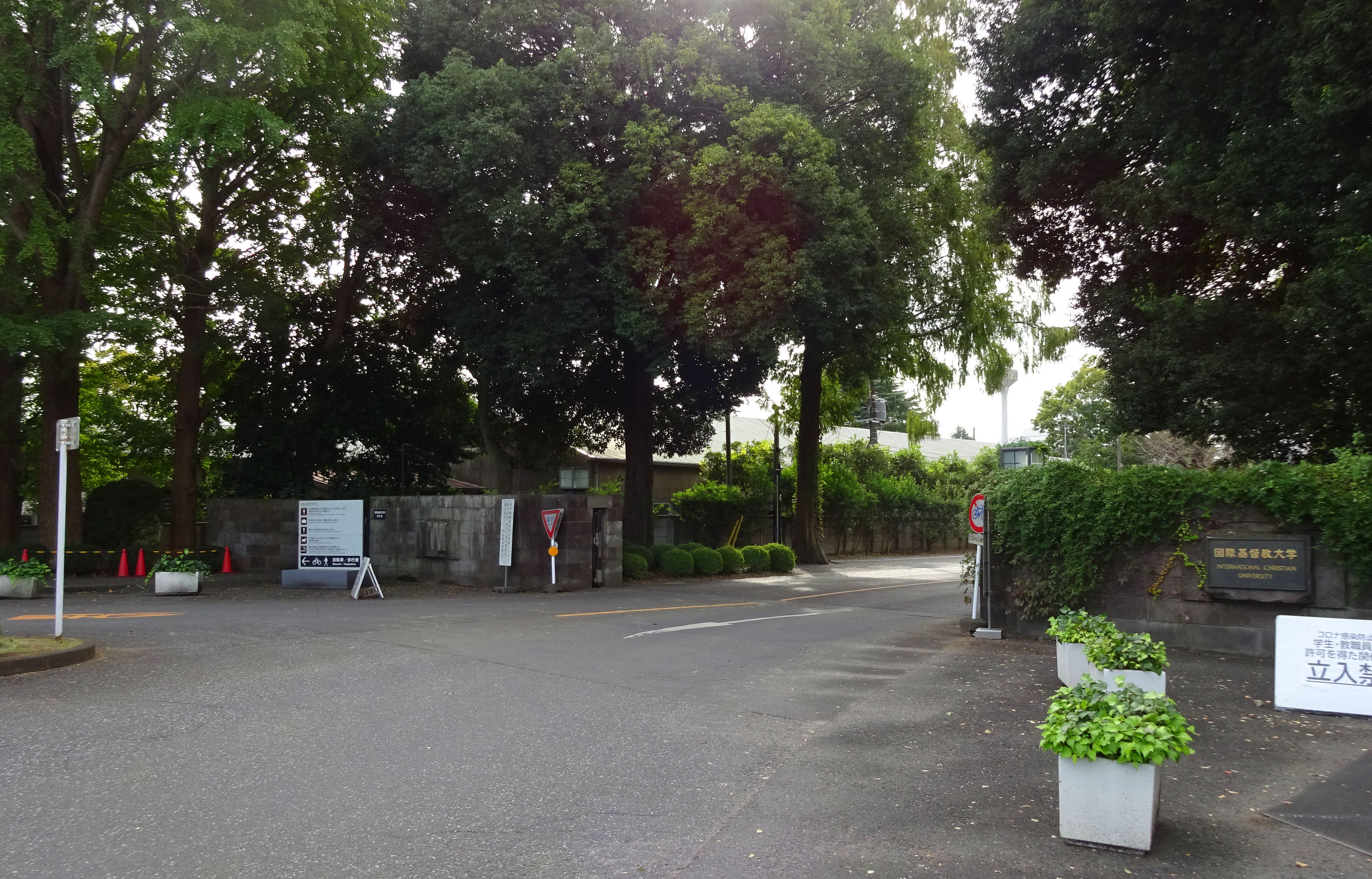
正門

## 概要

### 大学
教養学部アーツ・サイエンス学科の1学部1学科の中に31のメジャー（専修分野）が設置されている。
学生は語学教育科目、一般教育科目、保健体育科目や、各メジャーの提供する基礎科目などを学び、学問的基礎力を身につけ、2年次の終わりにメジャーを選び3年次以降は選択したメジャーを中心に学んでいく。主専攻となるメジャー1つを学ぶシングルメジャーのほか、主専攻のメジャーを2つ選び対等に学ぶダブルメジャー、主専攻となるメジャーに加え副専攻となるメジャー（マイナー）を学ぶメジャー、マイナーの3種類の専攻方法があり、いずれかを選択する。
国際基督教大学学位規定第3条において、学位「学士（教養）」は、本大学学則第66条に基づき、教養学部の定める課程を修了した者に授与すると定められている。
アドバイザー制度を取っており、その指導の下で専門教育および学際的カリキュラムを組めることが特徴である。学科・専攻の枠に捉われない教育・研究と、1つの専門を深く追求することができる点を併せ持つ構造である。
「平和」「学術基礎」「専門知識」を統合しながら、日英バイリンガリズムによる世界基準の「全人教育」を行うことを教学方針としている。開学50周年を迎えた2003年には、「行動するリベラル・アーツ」が更なる目標として掲げられた。また2005年には、米国リベラル教育学会（AALE）のプログラム認証（アクレディテーション）を受けた。リベラル・アーツ・カレッジらしく学生数は他の私立大学と比べても少なく、1学年620人程度であり、専任教員1人あたりの学生数も18人程度である。
全学共通科目教育として語学教育が主軸に据えられている。4月入学生は、リベラル・アーツ英語プログラム（English for Liberal Arts; ELA）と呼ばれる一連のクラスを入学から約2年間にわたって履修する。その際TOEFLのスコアによりクラス分けが行われる。ELAの授業は全て英語で行われ、論文の読解・執筆をはじめとした、高等教育の場で知的生産を行うための方法論を英語を通じて習得する。9月入学生および留学生に対しては日本語教育プログラム（Japanese Language Program; JLP）が用意されている。夏期には外国語教育としての日本語教育のサマーコースも開講されており、毎年海外から100名以上の学生が参加し、ICUで学ぶ。また大学の講義全体の約3分の1が英語で開講されており、英語圏のみに限らず世界各地から教員が集められている。
また、留学制度が充実している。3年次以上の学生を対象とする交換留学は、28カ国・地域81校(2022年4月現在)と協定が結ばれており、1学年約620名のうち約150名がこの交換留学制度を利用して留学する。提携校は、香港、アメリカからアフリカ、チリまでと幅広い。また先に挙げたELAの一環として、SEA（Study English Abroad） プログラムと呼ばれる夏期休暇期間の短期語学留学制度も1・2年生向けに設けられている。
日本国外からの留学生受け入れも重視している。特に2017年には内戦を逃れたシリア人学生を、2022年にウクライナ人学生を人道的立場から他大学に先駆けて受け入れ、注目された。
その他の特徴として、GPA制度による成績評価を開学当初より用いている点、年間3学期からなるショートターム制を導入している点などが挙げられる。
教職員は原則としてキリスト教徒であることが求められている（クリスチャンコード／Cコード）が、源了圓や奥平康弘など非キリスト教徒が教鞭を執った例もある。
英教育専門誌の『タイムズ・ハイヤー・エデュケーション』が策定した「THE世界大学ランキング 日本版」では、国際性や教育満足度などの項目が評価され、2019〜21年版で3年連続全私立大学中1位に認定された。

### 学科区分体制時（2007年度まで）
教養学部は開学から2007年度までは、学校教育法及び大学設置基準と慣行に基づき学科区分（開学時に人文科学科・社会科学科・自然科学科〈のちに理学科に改称〉の3学科から始まり、その後は教育学科・語学科・国際関係学科の設置で6学科となる）が存在した。しかし、卒業要件単位の組み合わせについては自由度が高く、知識の統合と専門分野を超えた交流が学科間の垣根の低さにより体現されていた。
学部入学時と異なる分野への興味を持った学生に対しては、3年次の転科制度や学科間専攻制度も用意されていた。これらは2008年度の1学科体制化・メジャー制導入により発展的に解消された。
なお、2007年度まで6学科・24専攻となっていたが、学科・専攻の枠に捉われない研究・教育という方針を強化するために、従来の6学科を統合し、アーツ・サイエンス学科および31のメジャーを設置した。

## 沿革

### 歴史
（沿革節の主要な出典は公式サイト）
米国型リベラル・アーツ・カレッジの形式を踏襲している。1949年、御殿場にあるYMCA東山荘で催された日米のキリスト教指導者による会議において、国際基督教大学の創設が正式に決定された。高松宮宣仁親王が設立準備委員会の名誉総裁に就任し、当時の日本銀行総裁である一万田尚登が設立のための募金運動に奔走した。またGHQ最高司令官を務めたダグラス・マッカーサーも、大学設置に際し財団の名誉理事長として、米国での募金運動に務めた。日本YMCA理事長で、国際基督教大学の評議委員会会長となった山本忠興も設立に尽力した。開学に先立って1952年に語学研修所が開設された後、1953年に初代学長として湯浅八郎（前同志社総長）を迎え、一期生198人より開学に至った。

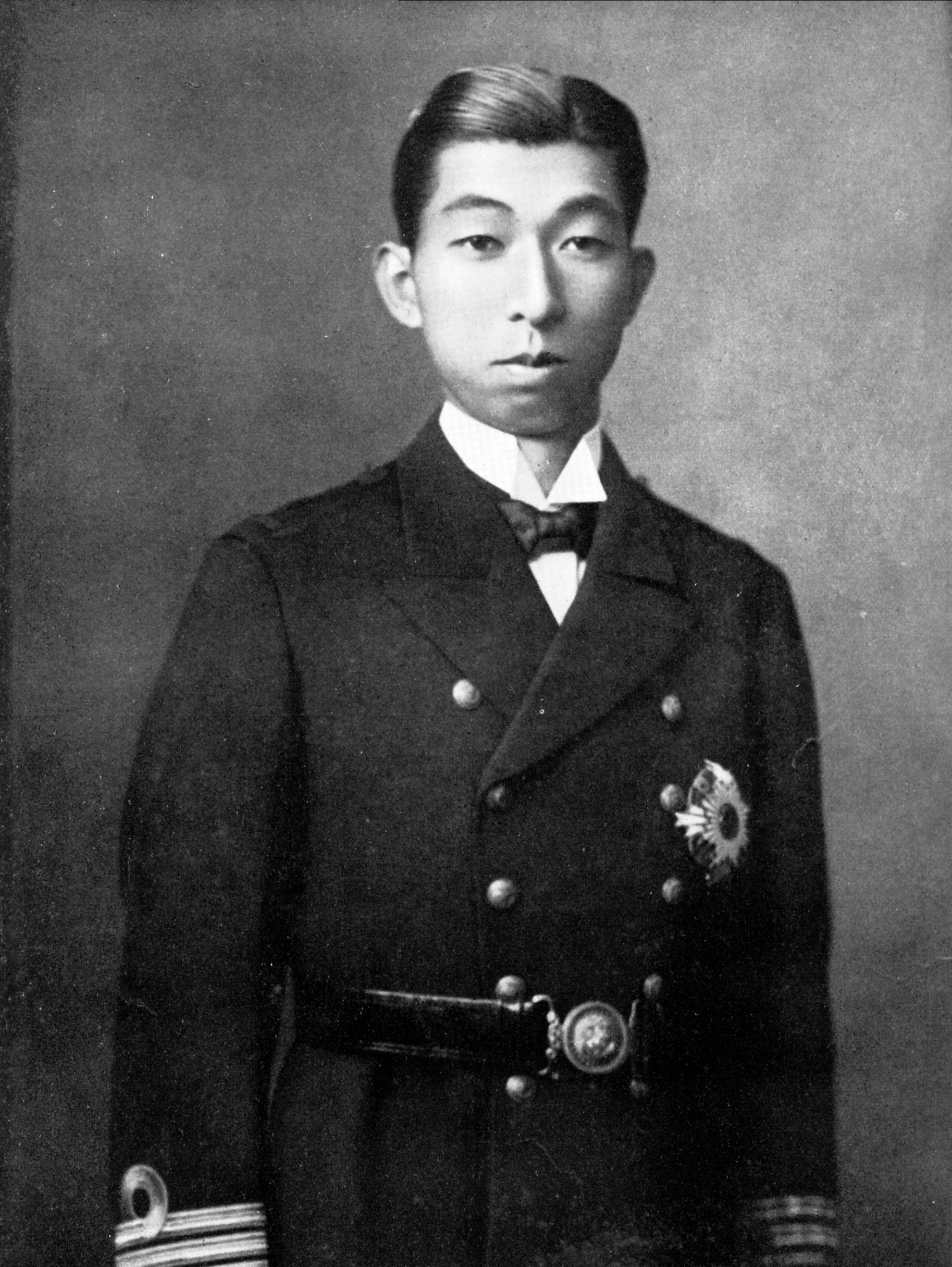
設立準備委員会名誉総裁を務めた高松宮宣仁親王。
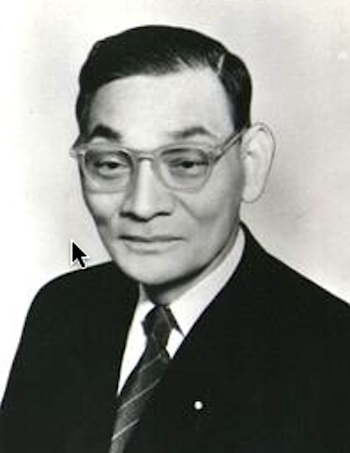
設立にあたり開学資金の調達に奔走した一万田尚登。
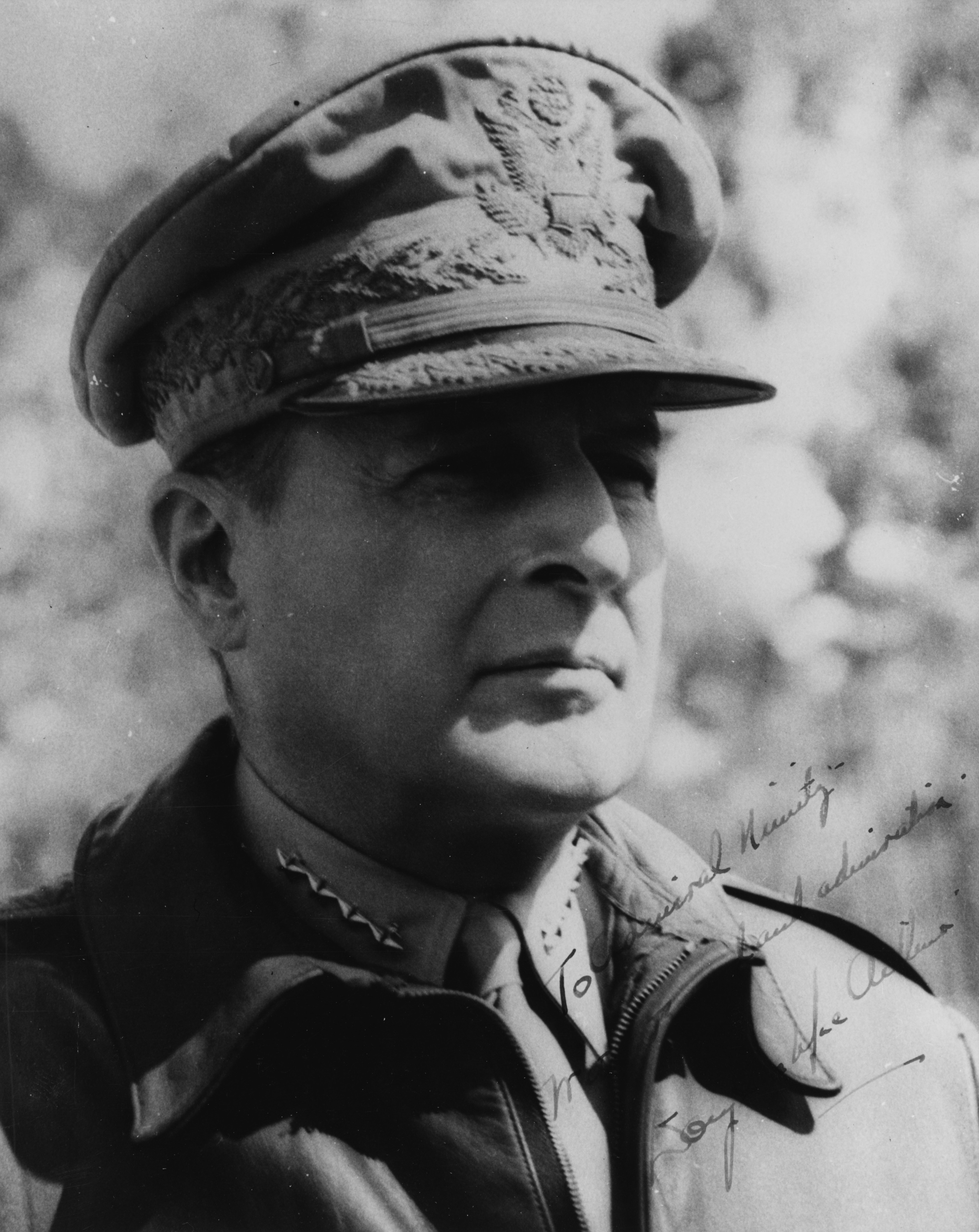
日本国際基督教大学財団名誉理事長として大学創立に尽力したダグラス・マッカーサー。
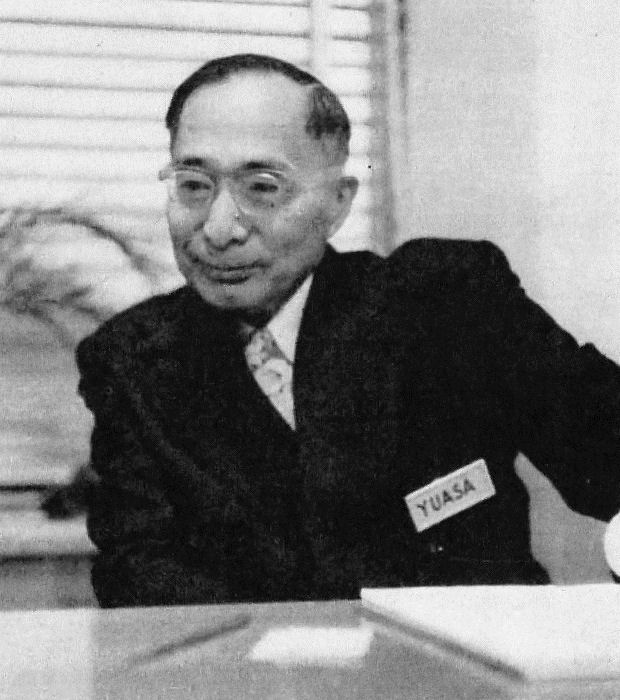
基督教教育同盟会の修養会において初代学長に選出された湯浅八郎。

### 年表
- 1949年 : 御殿場会議　国際基督教大学創立
- 1952年 : 語学研修所開設　4月29日：献学式挙行
- 1953年 : 学校法人国際基督教大学設置認可　国際基督教大学教養学部（人文科学科、社会科学科、自然科学科（1969年から理学科に改称））献学
- 1954年 : 英語学科（1960年から語学科に改称）開設
- 1957年 : 大学院教育学研究科（教育心理学専攻、教育方法学専攻）修士課程開設
- 1958年 : 大学院教育学研究科の教育心理学専攻を廃止し、教育原理専攻修士課程開設
- 1962年 : 教育学科開設　教育学専攻科開設
- 1963年 : 大学院行政学研究科（行政学専攻）修士課程開設
- 1964年 : 大学院教育学研究科（教育原理専攻、教育方法学専攻）博士課程開設
- 1968年 : カリフォルニア大学との交換学生プログラムの確立（交換留学制度開始）
- 1974年 : 創立25周年記念式典挙行
- 1975年 : 創立25周年記念基金創設
- 1976年 : 大学院行政学研究科（行政学専攻）博士課程開設　大学院比較文化研究科（比較文化専攻）修士課程、博士課程開設
- 1978年 : 国際基督教大学高等学校開設
- 1984年 : 創立35周年記念式典挙行
- 1987年 : 大学院理学研究科（基礎理学専攻）修士課程開設
- 1991年 : 国際関係学科開設
- 1994年 : 本学後援組織Friends of ICUが発足
- 1995年 : 多摩アカデミックコンソーシアム（TAC）発足
- 1999年 : 創立50周年記念式典挙行
- 2002年 : 一万田記念「平和の鐘」設置
- 2008年 : 教養学部6学科制をアーツ・サイエンス学科に改組し、メジャー制を導入
- 2010年 : 大学院4研究科をアーツ・サイエンス研究科に統合

## 基礎データ

### 所在地
- 東京都三鷹市大沢3-10-2

### 象徴
- 校歌（ICUソング） - 作詞・作曲：Ray and Elizabeth Baber、日本語歌詞：鵜飼信成[9]

歌詞は2つあり（英語と日本語）、入学式や卒業式などの式典ではどちらを歌ってもよい。
- スクールカラーはミッションブルー[9]。

## 学部・研究科

### 大学
- 教養学部
  - アーツ・サイエンス学科
    - 人文科学デパートメント
      - 美術・文化財研究メジャー
      - 音楽メジャー
      - 文学メジャー
      - 哲学・宗教学メジャー

    - 経済・経営学デパートメント
      - 経済学メジャー
      - 経営学メジャー

    - 歴史学デパートメント
      - 歴史学メジャー

    - 法学・国際関係学デパートメント
      - 法学メジャー
      - 政治学メジャー
      - 公共政策メジャー
      - 国際関係学メジャー

    - 社会・文化・メディアデパートメント
      - 社会学メジャー
      - 人類学メジャー
      - メディア・コミュニケーション・文化メジャー

    - 自然科学デパートメント
      - 生物学メジャー
      - 化学メジャー
      - 物理学メジャー
      - 数学メジャー
      - 情報科学メジャー

    - 教育学・言語教育デパートメント
      - 教育学メジャー
      - 言語教育メジャー

    - 心理学・言語学デパートメント
      - 心理学メジャー
      - 言語学メジャー

    - 複数のデパートメントが協力して提供する学際的なメジャー
      - アメリカ研究メジャー
      - アジア研究メジャー
      - 開発研究メジャー
      - 環境研究メジャー
      - ジェンダー・セクシュアリティ研究メジャー
      - グローバル研究メジャー
      - 日本研究メジャー
      - 平和研究メジャー

### 大学院
- アーツ・サイエンス研究科
  - 修士課程（博士前期課程）
    - 心理・教育学専攻
      - 教育学専修
      - 心理学専修
      - 臨床心理学専修
      - 言語教育専修

    - 公共政策・社会研究専攻
      - 政治・国際研究専修
      - 社会文化分析専修
      - メディアと言語専修
      - 公共経済学専修
      - 平和研究専修

    - 比較文化専攻
      - 日本文化研究専修
      - キリスト教と文化専修

    - 理学専攻
      - 数学・情報科学専修
      - 物質科学専修
      - 生命科学専修

  - 博士課程（博士後期課程）
    - アーツ・サイエンス専攻
      - 研究指導分野
        - 教育学・理学
          - 教育哲学研究
          - 比較・開発教育学研究
          - 教育工学
          - 教育コミュニケーション
          - 教育社会学

        - 心理学
          - 認知・発達研究
          - 社会・コミュニティ研究
          - 臨床研究

        - 言語教育
          - 言語学研究
          - 英語学研究
          - 英語教育研究

        - 法学・政治学・国際関係論
          - 政治過程論
          - 政治理論
          - 政治思想史
          - 国際関係論
          - 国際法
          - 政治外交史
          - 公法学
          - 行政学
          - 労使関係論

        - 社会学・メディア論
          - 政治文化論

        - 経済・経営
          - 理論（計量）経済学
          - 経済政策論
          - 貨幣金融論
          - 国際経済論
          - 流通経済論
          - 企業意思決定論
          - 企業財務会計論

        - 比較文化
          - キリスト教と文化Ⅰ（西洋）
          - キリスト教と文化Ⅱ（東洋）
          - アジア文化論Ⅰ（日本文化論）
          - アジア文化論II（アジア文化交流史）
          - ヨーロッパ文化論Ⅰ（古代）
          - ヨーロッパ文化論Ⅱ（中世・近代）
          - アメリカ文化論
          - 文化の交流と変容

#### 2007年度までの学科・専攻区分
- 人文科学科（Division of Humanities、略称：HまたはHum.）
  - 美術・考古学専攻（略称：HAR）
  - 文学専攻（略称：HLI）
  - 音楽専攻（略称：HMU）
  - 哲学・倫理学専攻（略称：HPH）
  - 宗教学専攻（略称：HRE）
- 社会科学科（Division of Social Sciences、略称：SS）
  - 経済学・経営学専攻（略称：SSEC）
  - 歴史学専攻（略称：SSHI）
  - 政治学専攻（略称：SSPO）
  - 社会学・人類学専攻（略称：SSSO）
- 理学科（Division of Natural Sciences、略称：NS）
  - 生物学専攻（略称：NSBI）
  - 化学専攻（略称：NSCH）
  - 情報科学専攻（略称：NSCO）
  - 数学専攻（略称：NSMA）
  - 物理学専攻（略称：NSPH）
- 語学科（Division of Languages、略称：LまたはLang.）
  - 英語学専攻（略称：LEN）
  - フランス語学専攻（略称：LFR）
  - 日本語学専攻（略称：LJA）
- 教育学科（Division of Education、略称：EまたはEd.）
  - 教育学専攻（略称：EED）
  - 心理学専攻（略称：EPS）
  - 教育工学・コミュニケーション専攻（略称：ETC）
- 国際関係学科（Division of International Studies、略称：IS）
  - 国際関係論専攻（略称：IIR）
  - 国際経済・国際経営論専攻（略称：IEB）
  - 国際コミュニケーション・言語論専攻（略称：ICL）
  - 比較社会・文化論専攻（略称：ISA）

#### 2009年度までの大学院区分
- 教育学研究科（博士課程〔前期・後期〕）（略称：GSE）
- 行政学研究科（博士課程〔前期・後期〕）（略称：GSPA） ロータリー平和センターで受け入れるロータリー奨学生を含む
- 比較文化研究科（博士課程〔前期・後期〕）（略称：GSCC）
- 理学研究科（修士課程）（略称：GSNS）

#### 専攻科
2017年度までは以下の専攻科も存在した。
- 教育学専攻科
  - 教育哲学専攻
  - 教育心理学専攻
  - 視聴覚教育法専攻
  - 英語教育法専攻
  - 理科教育法専攻

## 付属施設
- 研究所・研究センター[12]
  - 教育研究所（IERS）
  - 社会科学研究所（SSRI）
  - キリスト教と文化研究所（ICC）
  - アジア文化研究所（IACS）
  - 平和研究所（PRI）
  - グローバル言語研究センター（RCGLE・旧日本語教育研究センター）
  - ジェンダー研究センター（CGS）
  - ロータリー平和センター
  - ジョナサン・エドワーズ・日本センター（JECJ） - イェール大学に拠点を置くジョナサン・エドワーズ・センターの日本拠点[13]。
- 図書館[14][15]
- 総合学習センター[15]
- アドミッションズ・センター
- アカデミックプランニング・センター
- サービス・ラーニング・センター
- カウンセリングセンター[15]
- ディッフェンドルファー記念館[15] - オーデイトリアムはコンボケーション会場
- 宗教音楽センター[16]
- 宗務部
- 湯浅八郎記念館（民芸・考古博物館）[15]
- 診療所
- 国際基督教大学教会（ICU Church、超教派）[17]

### 付属学校
- 国際基督教大学高等学校

## キャンパス

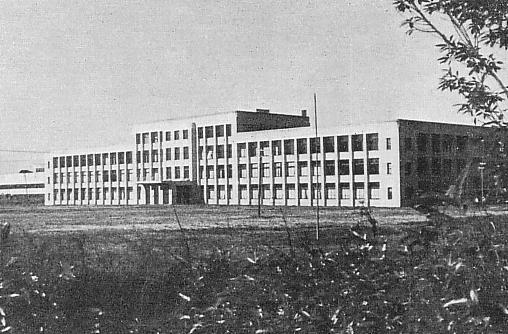
大学本館は中島飛行機三鷹研究所本館として使用されていた（写真は1950年代のICU）。

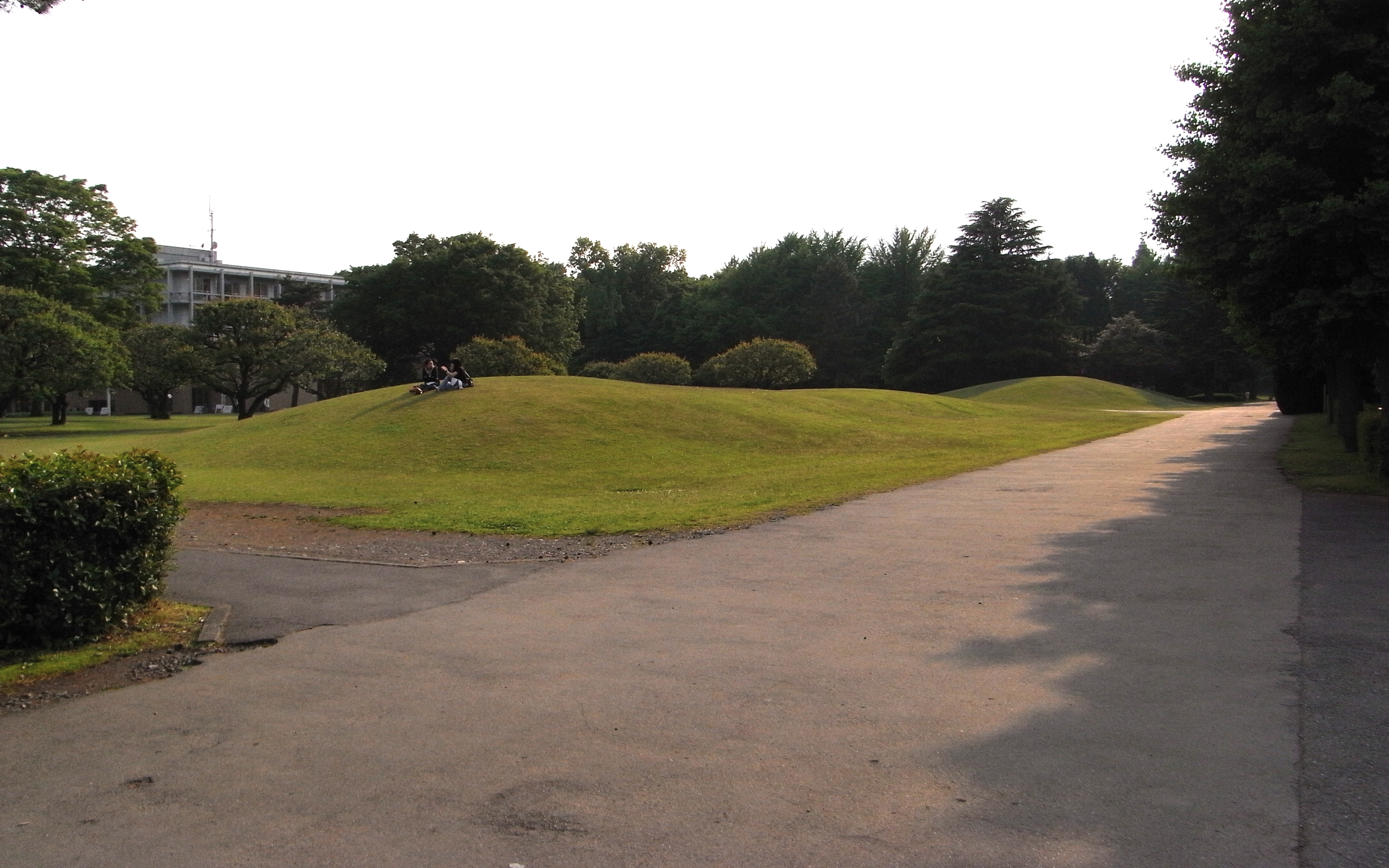
本館前の芝生の広場には築山がつくられており、写真奥をあほ山、手前をばか山と呼び、親しまれている

ICUのキャンパスは学生数に比してかなり広大であり（東京ドーム13個分）、緑が豊富である。中島飛行機三鷹研究所跡地を用いている。大学の本館は、1941年12月8日に着工された同研究所の本館を改装したものであり、内装も一部に残されている。またチャペル前のロータリーも研究所の遺構である。隣接する富士重工業三鷹製作所も、同研究所の跡地を構成していた。
ICUキャンパスと隣接する野川公園も、1970年代までICUの牧場/ゴルフ場であった。野川公園と接する側の敷地の広大な部分において、あまり人が立ち入らない「生物学演習林」が広がっている。野生動物も生息しており、数家族のアナグマがキャンパス内に暮らしていることも確認されている。また、アナグマが毎晩ICUキャンパスから野川へ出てきて水浴びをし、衛生を保つ様子も観察されている。
東京都道123号境調布線（通称：天文台通り）上の正門からICU教会前の中央ロータリーまでは、通称「滑走路」と呼ばれる600m程の長い直線道路（マクリーン通り）が貫いている。この道の両側は桜並木（ソメイヨシノ）で、これが満開になるとあたかも桜のトンネルとなることから、大学近辺では桜の名所として知られている。

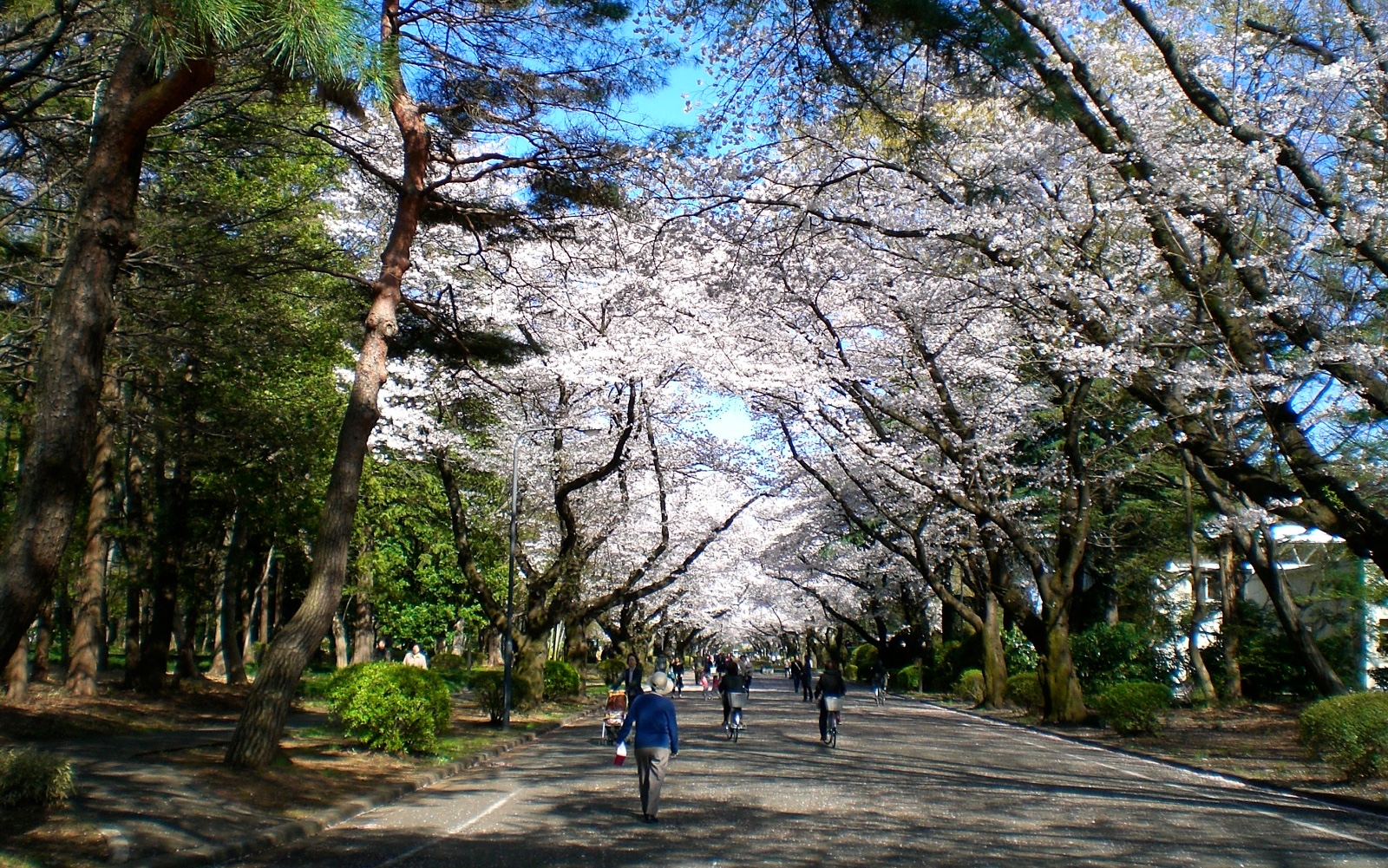
桜並木は地域の人にも親しまれている

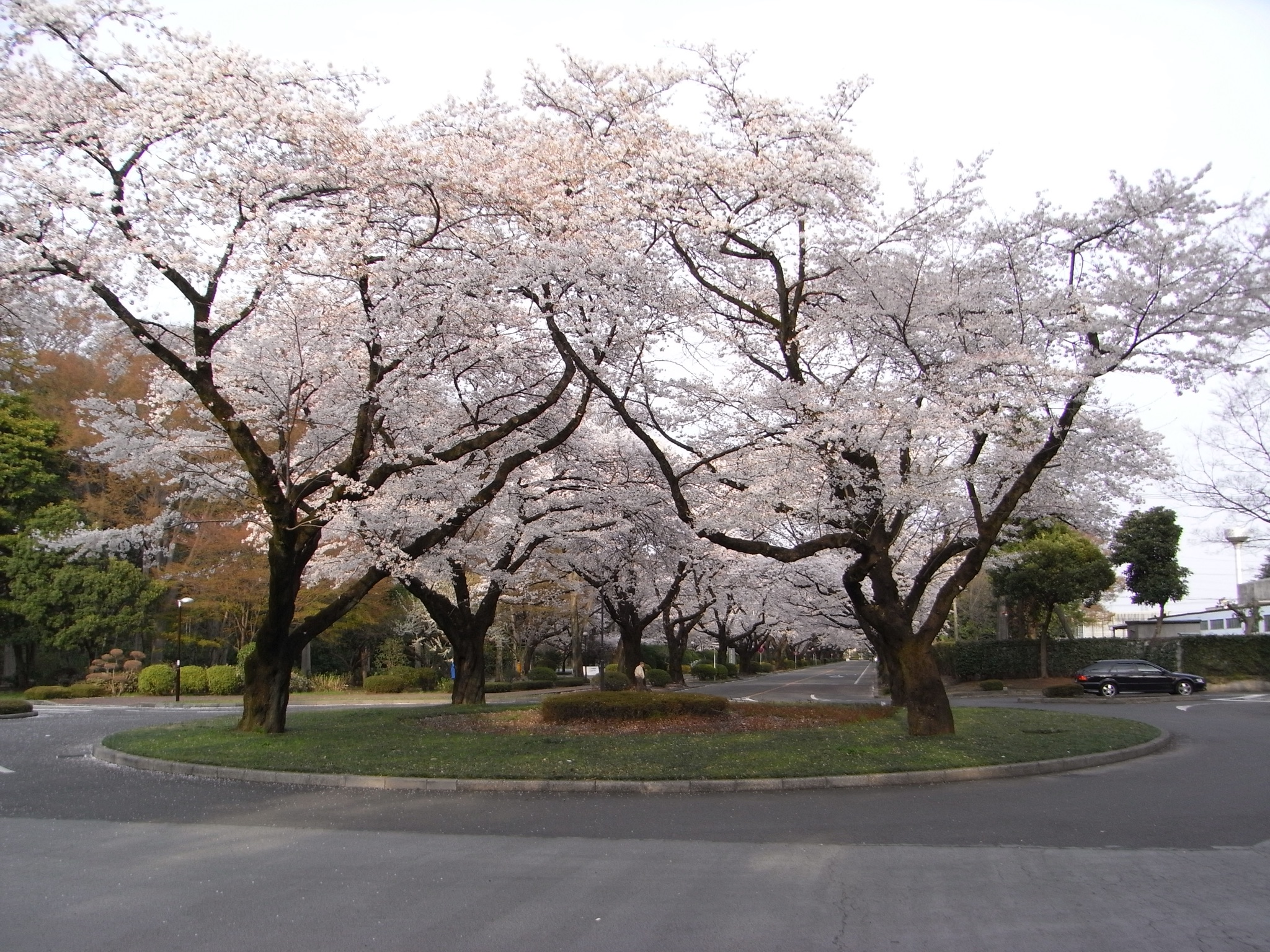
ロータリーから滑走路を臨む

学生が授業を受ける本館の前に、通称「A（あほ）山」「B（ばか）山」と呼ばれる芝生のエリアがあり、学生の憩いの場となっている。大学内の各施設が互いに離れていて移動に時間がかかることから、キャンパスを移動するための自転車を持つ学生も少なくない。

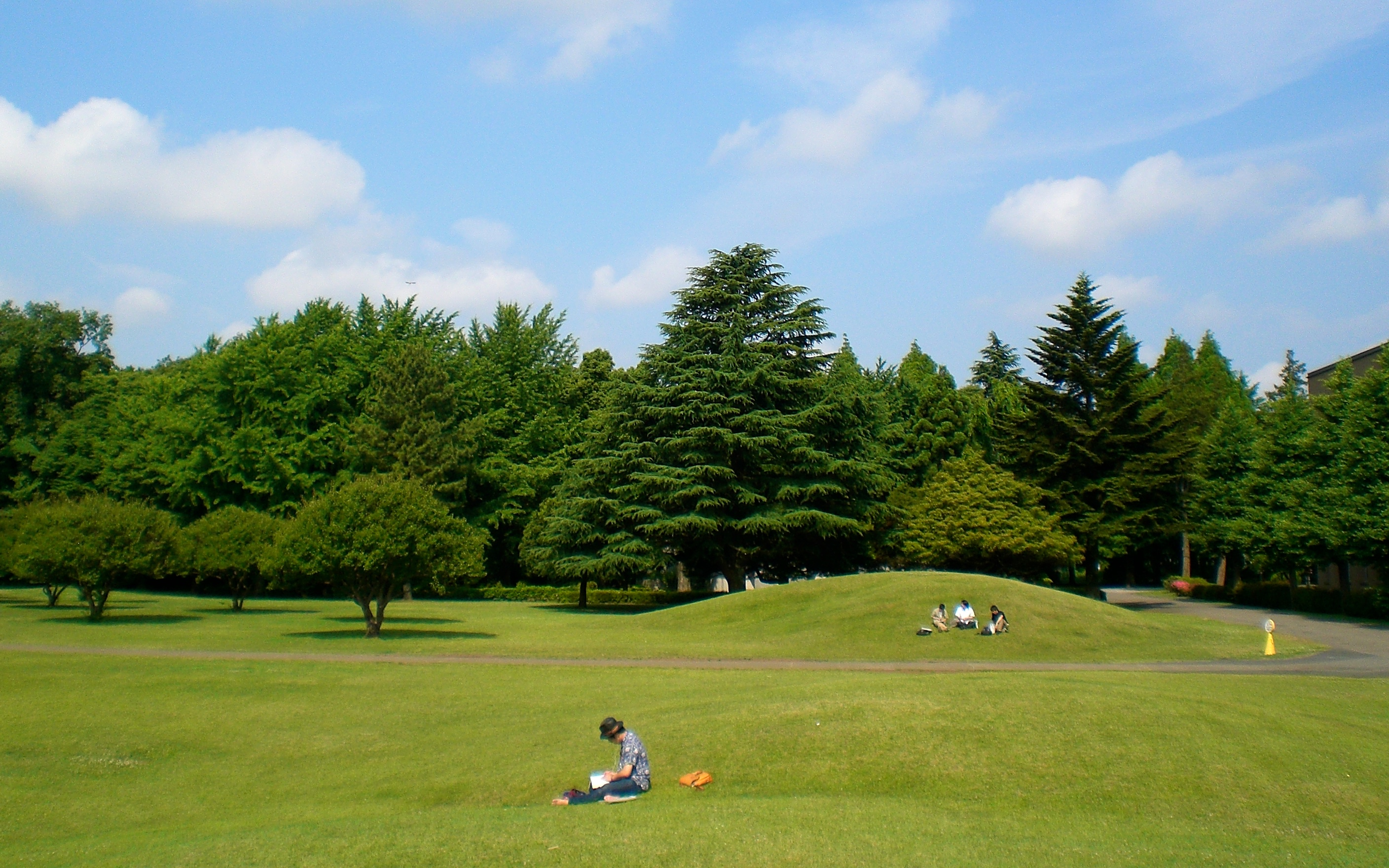
本館前の芝生の広場は学生の憩いの空間である

### 学生寮
キャンパス内には1つの男子寮（カナダハウス）、2つの女子寮（第三および第四女子寮）、1つの国際寮（グローバルハウス）、男女共用の3つの新寮（欅寮、銀杏寮、樫寮）、および2017年に新設された2つの新々寮（樅寮および楓寮）を有している。新寮と新々寮は男女フロア別であるが、新々寮にはセクシャル・マイノリティらに配慮したジェンダーフリーのフロアも設けられ、メディアでも注目を浴びた。新々寮の竣工により、2017年度4月現在全学生の約30%にあたる約900人がICU内の寮で生活していることになる。
また、教員用住宅も整備されており、一部の教員も家族同伴でキャンパス内に居住している。学生を教員住宅に招待し、食事を振舞ったり、読書会をしたりする「オープンハウス」というイベントが伝統的に行われる。

### 大学図書館
大学図書館は大学発足とともに大学本館内に設置され、1960年に現在の図書館本館が米国各派教会とロックフェラー三世からの寄付金を元に建設された。設計を担当したのはフランク・ロイド・ライトの助手として帝国ホテル建築に携わり、東京女子大学・聖路加病院などを手がけたアントニン・レイモンドである。また、1999年にコンピュータほかニューメディア機能を装備したミルドレッドトップオスマー図書館が南側に増築され、地下には自動化書庫（ASRS）が日本の大学図書館では初めて導入された。
学生一人当たりの貸し出し冊数が多く、『大学ランキング2018年度版』（朝日新聞出版）の「大学図書館」の項目では、総合評価1位を獲得した。

### 大学博物館
大学の敷地内では発掘調査が行われており、石器や縄文土器などが出土している。美術・文化財研究メジャーの授業の中には、キャンパス内での発掘作業を行うものも存在する。大学博物館「湯浅八郎記念館」では、それらの土器や、初代学長でもあった湯浅八郎が集めた各種民芸品の展示を行っている。大学博物館の設計を担当したのは、東京都美術館などを手がけた前川國男である。

### 泰山荘
大学の敷地内にある建築物群であり、1936年（昭和11年）頃実業家であった山田敬亮の別荘として建てられた。泰山荘を構成する建物の多くは移築されたものであり、その中でも「高風居」の一室をなす一畳敷は、北海道の名付け親として知られる松浦武四郎によって約130年前に建てられたものである。現存する6つの建物、「高風居」「書院」「待合」「蔵」「車庫」「表門」すべてが国の登録有形文化財になっている。1940年に中島飛行機に売却され、創業者の中島知久平の晩年の住まいとして使われた。

### 近隣施設
隣接する東京神学大学、ルーテル学院大学と交流がある。また中近東文化センターがキャンパスの隣に所在しており、もう少し足を伸ばせば国立天文台へもアクセスも可能である。国際基督教大学高等学校は、設置母体を本学と同じく学校法人国際基督教大学としており、学年の3分の1が本学へ推薦入学する。同校の所在地は隣の小金井市であるが、敷地は国際基督教大学（三鷹・小金井両市の境の三鷹市側）と隣接している。

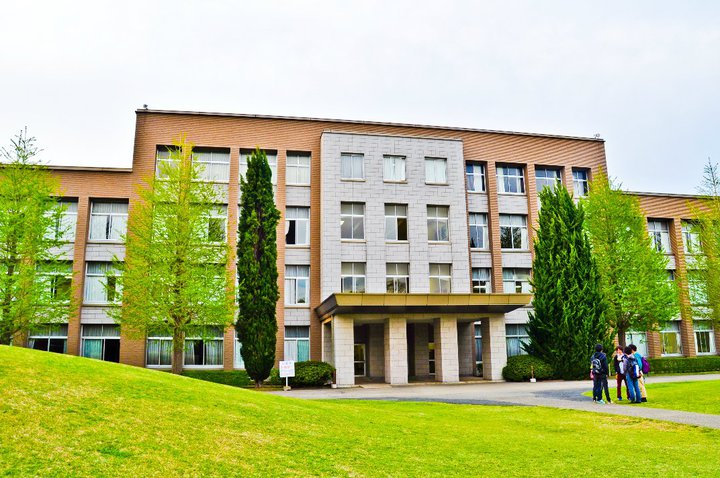
教室や研究所、診療所などを備える大学本館は2003年に外装を改装している。
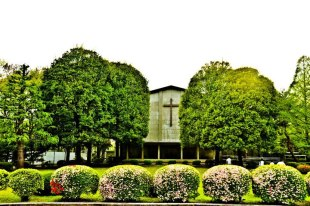
大学礼拝や入学式、卒業式などが行われる大型の大学礼拝堂。
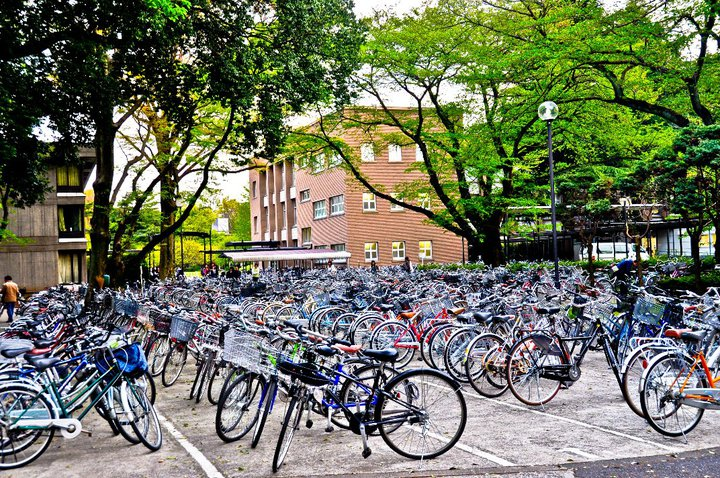
広大な面積を有するキャンパスでは構内移動用の自転車を所有する学生も少なくない。

## 文化遺産
- 2020年度に本館・ディツフェンドルファー記念館東棟・礼拝堂・図書館・理学館が「日本におけるモダン・ムーブメントの建築」[27]に、ディツフェンドルファー記念館東棟は2022年11月18日に国の登録有形文化財に登録するよう、文部科学大臣に答申した[28]。

## 奨学金制度
リベラル・アーツ教育の特性上、ICUは学生1人あたりの教育コストが高く、そのため学費が高い水準にならざるを得ない。それに対応すべく、大学側では貸与・給付の両面にわたり、様々な学費援助プログラムを用意している。1998年度から始まった大手金融機関との提携による「奨学融資制度」では、大学が保証人となり、希望者のほぼ全員が融資を受けることができる。貸与・返済条件の間口を広げることで、学費面の問題解消を図っている。

## 研究・教育

### 採択された研究プログラム
- 21世紀COEプログラム：「『平和・安全・共生』研究教育の形成と展開」（平成15年度）
- 特色ある大学教育支援プログラム：「責任ある地球市民を育むリベラル・アーツ」（平成15年度）
- 大学教育の国際化推進プログラム：「国際サービス・ラーニングの展開と連携構築」（平成17年度）
- 「魅力ある大学院教育」イニシアティブ：「臨床心理学教育と訓練の国際連携システム」（平成17年度）
- スーパーグローバル大学グローバル化牽引型：「信頼される地球市民を育むリベラルアーツのグローバルな展開」（平成26年度）

### 他大学との交流

#### 日本国内
学術拠点
- EUコンソーシアム[30]：ICU・一橋大学・東京外国語大学・津田塾大学

大学協力機構
- 多摩アカデミックコンソーシアム[30]：ICU・国立音楽大学・東京経済大学・東京外国語大学・津田塾大学・武蔵野美術大学

大学間連携
- グローバル5大学連携協定[30]：ICU・国際教養大学・早稲田大学・上智大学・立命館アジア太平洋大学
- 東京外国語大学との大学間連携[30][31][32]
- 東京農工大学との大学間連携[30][33][34]
- 筑波大学との大学間連携[30][35][36][37][38]
- 北陸先端科学技術大学院大学との推薦入学協定[30][39]
- 奈良先端科学技術大学院大学との大学間連携[30][40]
- 上智大学との大学間連携[30][41][42]
- 長崎大学との大学間連携[43]

大学院
- 大学院数学連絡協議会 - 加盟大学[注釈 4]間の数学専攻の単位互換制度が設けられている[30]。
- 総合研究大学院大学[30]
- 東京外国語大学総合国際学研究科[30]
- 東京女子大学[30]
- 国連大学[30]
- 東京農工大学 - 研究指導を受けることも可能[30]。

#### 日本国外

##### 交換留学協定校
ICUが交換留学協定を結んでいるのは以下の大学である。
| 北米 カナダ - アルバータ大学 - ウィンザー大学 - ブリティッシュコロンビア大学 - ブリティッシュコロンビア工科大学 アメリカ合衆国 - カリフォルニア大学バークレー校 - カリフォルニア大学デービス校 - カリフォルニア大学アーバイン校 - カリフォルニア大学ロサンゼルス校 - カリフォルニア大学マーセド校 - カリフォルニア大学リバーサイド校 - カリフォルニア大学サンディエゴ校 - カリフォルニア大学サンタバーバラ校 - カリフォルニア大学サンタクルーズ校 - ニューヨーク州立大学バッファロー校 - ウースター大学 - デューク大学 - ジョージタウン大学 - グランドヴァリー州立大学 - ギルフォード大学 - ハヴァフォード大学 - マサチューセッツ大学アマースト校 - ミドルベリー大学 - ノースカロライナ大学チャペルヒル校 - オハイオ州立大学 - ペンシンルヴァニア大学 - ポモナ大学 - ラトガース大学 - テネシー大学ノックスヴィル校 - ワシントン・アンド・リー大学 - ワシントン州立大学 - ウェスタン・ワシントン大学 南米 チリ - ポンティフィシア・カトリカ大学 アジア 中国 - 南京大学 - 南京師範大学 香港 - 香港中文大学崇基学院 - 香港大学 - 嶺南大学 - 香港浸会大学 インド - レディ・ドーク大学 インドネシア - ペトラ・キリスト教大学 韓国 - 梨花女子大学校 - 高麗大学校 - 延世大学校 フィリピン - アテネオ・デ・マニラ大学 - フィリピン大学 - シリマン大学 台湾（中華民国） - 国立政治大学 - 東海大学 タイ - マヒドン大学 - タンマサート大学 | オセアニア オーストラリア - クイーンズランド大学 - クイーンズランド工科大学 ニュージーランド - ワイカト大学 ヨーロッパ ベルギー - ブリュッセル自由大学 デンマーク - オーフス大学 フィンランド - タンペレ大学 フランス - パリ大学(2019) - トゥールーズ・ジャン・ジョレス大学 ドイツ - ベルリン自由大学 - ミュンスター大学 アイスランド - アイスランド大学 リトアニア - ヴィータウタス・マグヌス大学 オランダ - マーストリヒト大学 - ティルバーグ大学 ポーランド - ワルシャワ大学 スロバキア - ブラチスラヴァ国際リベラル・アーツ大学 スウェーデン - ヨーテボリ大学 - リンネ大学 イギリス - ロンドン大学バークベック校 - カーディフ大学 - ダラム大学 - イースト・アングリア大学 - エディンバラ大学 - エセックス大学 - ロンドン大学ゴールドスミス校 - リーズ大学 - ロンドン政治経済大学 - ロンドン大学ロンドン校 - マンチェスター大学 - ニューカッスル大学 - シェフィールド大学 - サセックス大学 - ロンドン大学アジアアフリカ研究学院 - ヨーク・セントジョン大学 ロシア - モスクワ国際関係大学 |

##### 海外留学プログラム
以下は、交換留学と同じく単位認定可能なプログラムである。
| IESプログラム オーストリア - ウィーン フランス - パリ ドイツ - フライブルク アイルランド - ダブリン イタリア - ローマ - ミラノ スペイン - マドリード - グラナダ - バルセロナ アルゼンチン/ チリ - ブエノスアイレス/サンティアゴ (チリ) エクアドル - ガラパゴス諸島 | CIEEプログラム チェコ - プラハ ガーナ - レゴン 南アフリカ共和国 - ケープタウン ロシア - サンクトペテルスブルク |

##### その他海外研修プログラム
上記のほか、1・2年生を対象とする海外英語研修 (SEA) プログラムや2年生以上を対象とする夏期留学プログラム、海外フランス語研修、海外日本語教育実習、国際サービス・ラーニングなどもある。

## 入試制度
入学時期によって、4月入学生試験（4月生）と9月入学生試験（9月生）とに分けられる。
4月生向け試験としては、一般（A方式・B方式）、4月入学帰国生特別、社会人特別の3種類がある。その他、指定校推薦、特別入学選考 (AO)（2005年度から開始）がある。
一番入学者枠が多く設定されている一般入試は、A方式とB方式の二つによって構成される。A方式は、「総合教養（ATLAS）」「人文・社会科学または自然科学」「英語（リスニング含む）」の3科目からなり、いずれの科目も多肢選択式（マークシート方式）である。またB方式は、A方式に比べて入学者枠は少なく、第一次選考として「総合教養（ATLAS）」「英語（独自試験ではなく、IELTSまたはTOEFLの公式スコアによる選考）」、第二次選考として「個別面談」が課される。「総合教養（ATLAS）」は2015年度より導入され、その形式は15〜20分ほどの講義を聴き、それを元に40〜45問程度の問題に答えるというものである。試験「人文・社会科学」・「自然科学」は、同大学の教授が執筆した短い（10ページ前後の）日本語の論文を読んで問いに答えるものである。なお、「自然科学」の論文については、高校1〜2年までの数学・理科の学習内容を前提としている。
一方、9月生に対してはTOEFLやIELTSなどの語学試験スコア、SATや国際バカロレア資格など各国の高校に相当する試験結果や高校時代の成績、教師からの推薦状などによる総合的な入学考査が行われている。そのほか、併設の国際基督教大学高等学校からの推薦枠や、「キリスト教主義高校推薦」という指定校推薦枠が設けられている。

### 過去の一般入試
2009年より、一般能力考査が「リベラルアーツ学習適性」の名称に変わり、100問70分から80問70分に変更された。また「人文科学考査」「社会科学考査」「自然科学考査」「英語聴解力及び読解力考査」の名称がそれぞれ、「人文科学」「社会科学」「自然科学」「英語（リスニングを含む）」に変更された。2015年度より「リベラルアーツ学習適正」は廃止され、代わって「総合教養(ATLAS)」が導入された。また、その他の受験科目の枠組みも大きく変更された。「リベラルアーツ学習適性」（旧称一般能力考査）はいわゆる知能テストに近いもので、高校での学習の全範囲を基にし、数列や図形などから法則性を見つけたり、乱字乱文の文字を入れ替えて読み解いたりといった問題が出題されていた。アーツ・サイエンス学科体制以前は、「社会科学」と「自然科学」については理学科第1志望以外の受験生は選択、理学科第1志望の学生は「自然科学」必須で、「人文科学」は全受験生必須であった。一般入試は近年1日で終わる内容だが、かつては面接試験も含めて2日間を要した。また、センター試験利用入試が2006年度から2013年度まで実施されていた。

## 企業からの評価

### 出世力
ダイヤモンド社の2006年年9月23日発行のビジネス誌「週刊ダイヤモンド」94巻36号（通巻4147号）「出世できる大学」と題された特集の出世力ランキング（日本の全上場企業3,800社余の代表取締役を全調査）で、同大学は、2006年時点で存在する744大学中第30位にランキングされた。

## 交通アクセス
- JR中央線：武蔵境駅からバス
  - 小田急バス
    - 武蔵境駅〜国際基督教大学（境93）直通
    - 武蔵境駅〜吉祥寺駅または吉祥寺駅中央口（吉01、大沢経由）富士重工前下車
    - 武蔵境駅〜狛江駅北口または狛江営業所（境91、大沢経由）富士重工前下車
- JR中央線：三鷹駅からバス
  - 小田急バス
    - 三鷹駅〜国際基督教大学（鷹51）直通
    - 三鷹駅〜調布駅北口または武蔵小金井駅または調布飛行場前（鷹51、大沢経由）富士重工前下車
- JR中央線：吉祥寺駅からバス
  - 小田急バス
    - 吉祥寺駅〜武蔵境駅南口（吉01、大沢経由）富士重工前下車
- 京王線：調布駅からバス
  - 小田急バス
    - 調布駅北口〜武蔵境駅南口または武蔵境営業所（境91）富士重工前下車
- 西武多摩川線：新小金井駅から徒歩で15〜20分